# 아토스산 수도원 자치주
아토스산 수도원 자치주, 정식명칭 성산 수도원 자치주는 그리스 북부 할키디키반도에 위치한 자치 지역이다. 아토스산 반도를 중심으로 한 지역으로서 그리스의 주와 동등한 수준의 자치권을 갖고 있다. 아토스산에 위치한 20개의 수도원과 이에 의존하는 다른 마을과 집들을 한데 모아서 관할한다. 그리스, 불가리아, 루마니아, 러시아, 세르비아를 비롯한 여러 나라에서 온 동방 정교회 수사들 2,000여 명이 은둔, 자기 성찰, 기도 등의 삶을 영위한다.
20개의 수도원은 지역 주교의 권한에서 벗어나서 콘스탄티노폴리스 세계 총대주교의 유일한 감독과 책임에 따른다. 정치와 행정 분야에서 그리스의 영토인 할키디키반도와 관련된 사항은 그리스 외무부에서 관할하지만 그 외의 법률이 적용되는 곳에서는 아바톤과 양립할 수 있다. 이러한 차이점은 그리스 헌법에 의해 보장되어 있다. 모든 성산의 수도원장처럼 보통 카리에스 프로타톤 교회의 제단 뒤쪽에 전시되어 있는 테오토코스라고 부르는 악시온 에스틴이라는 이콘은 그리스의 대도시에서 가끔 보여지는데 그리스의 대도시에서는 국가원수가 보유한 것과 견줄 만한 영예를 받는다.
1990년 이후에 아토스산 수도원 공화국에서는 종종 졸업생과 동구권 출신 청년들이 정기적으로 유입되어 수사들과 수련 수사들이 급격히 증가하면서 영적인 갱신을 경험했다. 처음에 11개의 수도원은 동방 정교회의 수도원(수사 수도원)에 공통적인 마르 사바와 같은 규칙을 따랐고, 다른 9개의 수도원들에서는 각각 그들 자신만의 규칙(독거 수도원)을 제정하고 따랐다. 1970년과 1990년 사이에 모든 수도원들은 마침내 수사 수도원 공동체 제도를 채택했다.
아토스산 수도원 공화국에서는 수사들을 유혹하지 않기 위해 "어떠한 암컷 생물"의 출입은 엄격히 금지되어 있지만 이 규정은 설치류를 통제하는 고양이, 이콘의 매개체인 템페라 제작에 사용되거나 식재료로 사용되는 달걀을 낳는 닭 2가지 경우를 제외하고는 국내 척추 동물만을 다루는 규정으로 여겨지고 있다.
아토스산 수도원 공화국의 영토는 그리스 스타게이라-아칸토스와 인접해 있는데 해당 지역과의 경계선은 약 9km 길이의 울타리로 나뉘어 있다. 카리에스라는 작은 마을은 아토스산 수도원 공화국의 행정 중심지이자 회당 소재지인데 이 곳에는 그리스 중앙 정부를 섬기는 평신도들이 거주한다.

## 종교 시설들의 목록

### 스무 수도원들
1. 대 라브라 수도원(Μεγίστη Λαύρα, 메기스티 라브라, 대 라브라)
2. 바토페디 수도원(Βατοπέδι 또는 Βατοπαίδι)
3. 이비론 수도원(Ιβήρων; ივერთა მონასტერი, 이베르타 모나스테리) – 조지아인들이 설립
4. 힐란다르 수도원(Χιλανδαρίου, 힐란다리우; Хиландар) – 세르비아 정교회
5. 디오니시우 수도원(Διονυσίου)
6. 쿠틀루무시우 수도원(Κουτλουμούσι)
7. 판토크라토로스 수도원(Παντοκράτορος, 판토크라토로스)
8. 크시로포타무 수도원(Ξηροποτάμου)
9. 조그라푸 수도원(Ζωγράφου; Зограф) – 불가리아 정교회
10. 도키아리우 수도원(Δοχειαρίου)
11. 카라칼루 수도원(Καρακάλλου)
12. 필로테우 수도원(Φιλοθέου)
13. 시모노스 페트라스 수도원(Σίμωνος Πέτρα 또는 Σιμωνόπετρα)
14. 아이우 파블루 수도원(Αγίου Παύλου, 아이우 파블루, 성 파울로스)
15. 스타브로니키타 수도원(Σταυρονικήτα)
16. 크세노폰토스 수도원(Ξενοφώντος)
17. 오시우 그리고리우 수도원(Οσίου Γρηγορίου, 공경하는 그레고리오스)
18. 에스피그메누 수도원(Εσφιγμένου)
19. 아기우 판텔레이모노스 수도원(Αγίου Παντελεήμονος, 아기우 판텔레이모노스, 성 판텔레몬; Пантелеймонов; 또는 Ρωσικόν, 로시콘)
20. 콘스타모니투 수도원(Κωνσταμονίτου)

### 열두 스케테들
스케테(공주 수도 단지)는 상대적으로 고립된 곳에서의 의식 거행이 허락된, 그렇지만 실질적인 공동의 지원과 보안의 수준 또한 그들에게 제공되는 수도원 제도를 따르는 기독교 은수자들의 공동체이다. 아토스 산에는 두 종류의 스케테들이 있다. 코에노비틱 스케테는 수도원의 방식을 따른다. 이디올리트믹 스케테는 작은 마을의 방식을 따른다.: 이 방식은 적은 수의 거주자들이 (한 교회의) 전례 공유지역을 갖고, 그 주변에 각각 한명씩의 개인 은수처들 또는 작은 가옥들이 있다. 아토스 산에는 공식적인 스케테들이 12 구역이 있다.
| 스키티 / Σκήτη                                                                      | 유형         | 수도원                                   | 다른 이름 / notes                                                                         |
| ----------------------------------------------------------------------------------- | ------------ | ---------------------------------------- | ----------------------------------------------------------------------------------------- |
| 아기아스 안나스 Αγίας Άννας                                                         | 이디올리트믹 | 메기스티스 라브라스                      | (=성 안네) 아기안나                                                                       |
| 아기아스 트리아도스 또는 카스포칼리비온 Αγίας Τριάδος ή Καυσοκαλυβίων               | 이디올리트믹 | 메기스티스 라브라스                      | (=성삼) 카프소칼리비아(="불타는 오두막")                                                  |
| 티미우 프로드로무 Τιμίου Προδρόμου                                                  | 코에노비틱   | 메기스티스 라브라스                      | (=거룩한 예언자. 예를 들어, 성 요한 세례자) Prodromu, Sfântul Ioan Botezătorul – Romanian |
| 아기우 안드레아 Αγίου Ανδρέα                                                        | 코에노비틱   | 바토페디우                               | (=성 안드레아) 사라이로도 알려져 있음 (Σαράι)                                             |
| 아기우 디미트트리우 Αγίου Δημητρίου                                                 | 이디올리트믹 | 바토페디우                               | (=성 데메트레) 바토페디니                                                                 |
| 티미오우 프로드로무 이비론 Τιμίου Προδρόμου Ιβήρων                                  | 이디올리트믹 | 이비론                                   | (=거룩한 예언자. 예를 들어, 성 요한 세례자) Ivirítiki                                     |
| 아기우 판텔레이모노스 Αγίου Παντελεήμονος                                           | 이디올리트믹 | 쿠틀루무시우                             | (=성 판텔레이몬/판탈레온) 쿠틀루무시아니                                                  |
| 프로피티 일리아 Προφήτη Ηλία                                                        | 코네오비틱   | 판토크라토로스                           | (=예언자 엘리야)                                                                          |
| 테오토쿠 또는 네아 스키티 Θεοτόκου ή Νέα Σκήτη                                      | 이디올리트믹 | 아기우 파블루                            | (=테오토코스; 하느님의 어머니)                                                            |
| 아기우 디미트리우 투 락코우 또는 락코스키티 Αγίου Δημητρίου του Λάκκου ή Λακκοσκήτη | 이디올리트믹 | 아기우 파블                              | (=산골짜기의 또는 협곡-스케테의 성 디미트리오스) 라쿠, 스판툴 두미트루 - 루마니아어       |
| 에반겔리스무 티스 테오토쿠 Ευαγγελισμού της Θεοτόκου                                | 이디올리트믹 | 크세노폰토스                             | (=성모 희보) Xenofontiní                                                                  |
| 보고로디차 Βογορόδιτσα                                                              | 코에노비틱   | 아기우 판텔레이모노스Agiou Panteleimonos | (=테오토코스; 하느님의 어머니) Богородица – 러시아어                                      |

### 주요 정착지들
- 카리에스
- 다프니

## 행정과 조직

아토스 산의 3D 회전 그림

성산은 프로토스를 수장으로 4인의 "거룩한 행정"(Ιερά Επιστασία – 이에라 이페스타시아) 위원을 두며, 20곳 수도원 대표로 구성한 "거룩한 공동체"(Ιερά Κοινότητα – 이에라 키노티타)가 통치한다.
행정당국은 기관 기능과 공공 질서를 감독하는데 주요 의무가 있는 사람인 그리스 외무부가 임명한 민정장관에 의해 대표된다. 현재 민정장관 즉, 주지사는 아리스토스 카스미로글루이다.
영적으로, 아토스 산은 세계 총대주교의 직접적인 관할권 하에 있다.
오늘날 모두 다시 케노비틱 체계를 따르고 있는 20 곳의 수도원들 각각의 집행은 종신 수사단이 선출한 대수도원장(Ηγούμενος – 헤구메노스)의 손에 달려있다. 그는 수도원의 영주이며 영성의 아버지이다. 수사단(Γεροντία, 게론티아)의 총회는 법률 제정 단체이다. 다른 모든 설립체들(스케테들, 수도실들, 오두막들, 피정지들, 은수처들)은 20 곳의 수도원들에 어느 정도 종속되며 수사들은 "호몰로곤"(ομόλογον)이라고 불리는 문서에 의해 할당 된다.
그 후 즉시 그 수도원 생활을 지도하는 모든 사람들은 수련 수사나 수사로서의 승인에 있어서 추가 절차 없이 그리스 시민권을 취득한다. 평신도들도 이 반도에 방문이 가능하지만, 그들은 특별 허가증(διαμονητήριον, 디아모네테리온 – "비자"의 일종.)이 필요하다.
성산에 위치한 20 곳의 수도원들 중에서 17 곳의 교인들은 민족학적으로 그리스인이다. 다른 3 곳의 교우들은 기본적으로 타국 태생 그리스 국민이 된 수사들이라고 설명될 수 있다. 헬란다리우 수도원(세르비아인), 조그라푸 수도원(불가리아인), 아기우 판텔레이모노스 수도원(러시아인)이 있다.
스케테들 중에서 대부분이 그리스 민족이 우세하다. 그러나, (메기스티스 라브라스 수도원에 속하는) "티미우 프로드로우 스케테"과 (이디올리트믹 아기우 파블루 수도원에 속하는) "락코스케테"라고도 불리는 "아기우 데메트리우 두 락쿠 스케테", 이렇게 두 곳들은 루마니아인의 스케테이다. 또 다른 한 곳은 불가리아인의 (아기우 판텔레이모노스 수도원에 속하는) "보고로디차 스케테"이다.

### 방문 절차

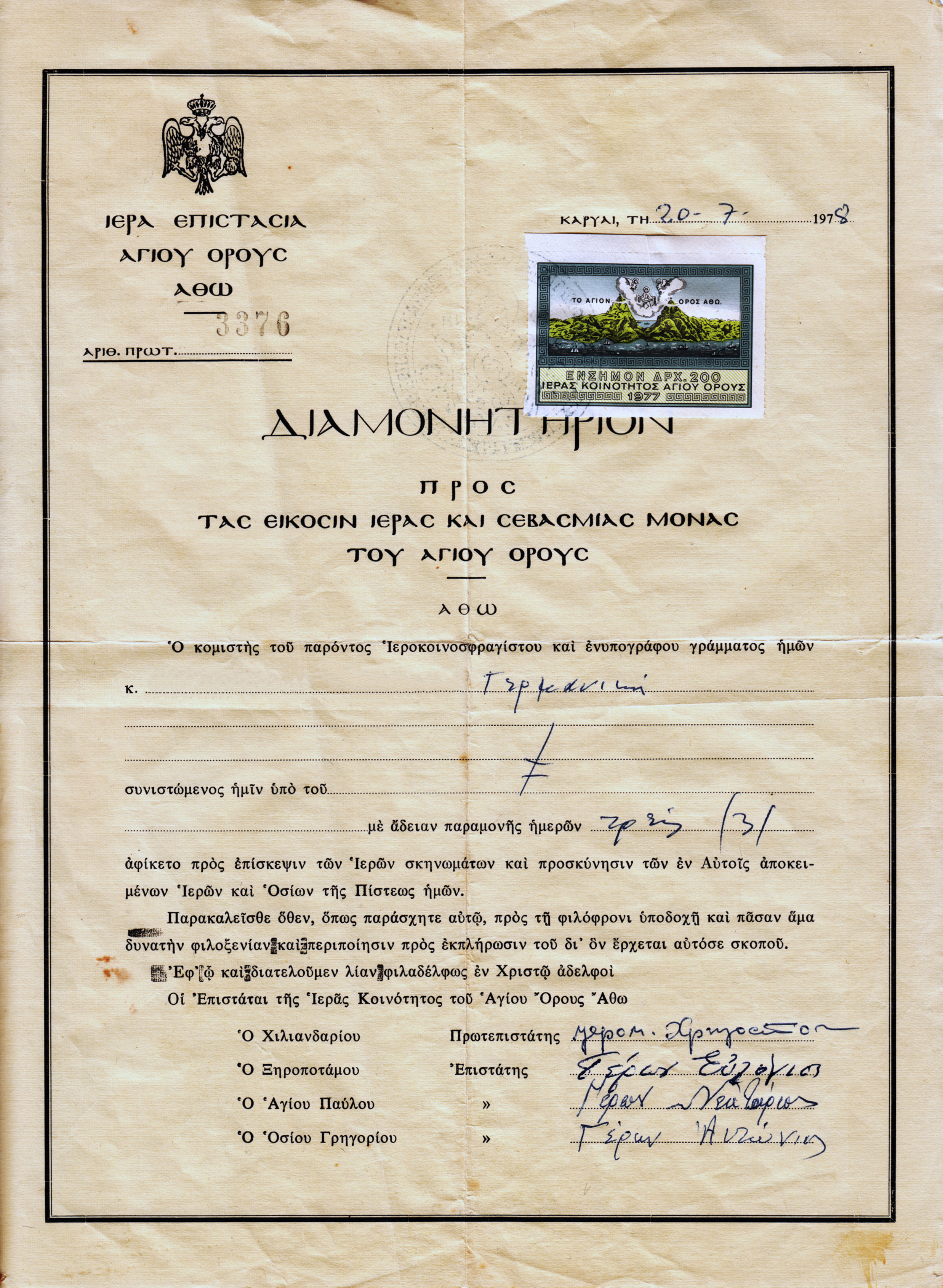
1978년의 디아모네테리온

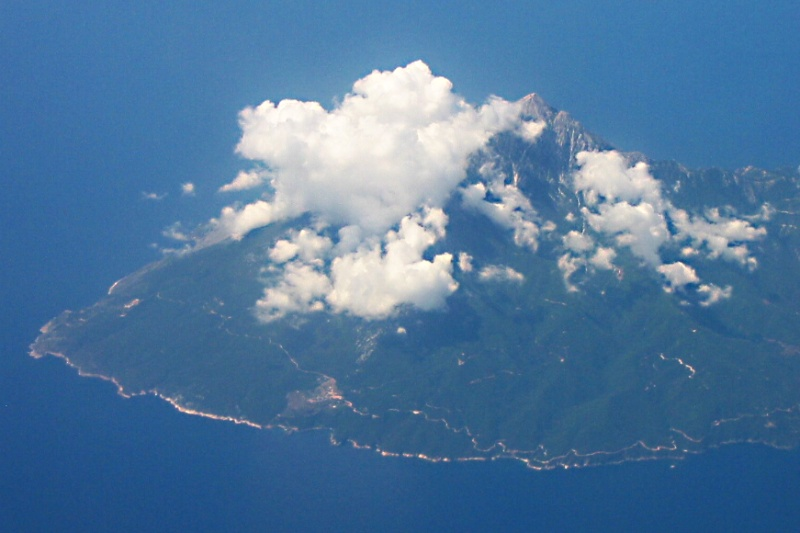
북부에서 촬영된 항공 사진

산으로 입장하기 위해서 일반적으로 우라누폴리의 항구에서부터 (서쪽 해안에 있는 수도원들로의) 또는, 동쪽 해안에 있는 옐리소스부터 페리선이 이용된다. 승선을 앞둔 모든 승객들은 그리스어로 쓰여졌고 율리우스력의 날짜가 사용되었으며 수도원들을 지도하는 4인의 장관들에 의해 서명된 비잔티움식의 비자인 디아모네테리온을 반드시 발급 받아야 한다. 보통, 디아모네테리아는 종류가 있다.: 일반 디아모네테리온은 어느 한 수도원에서 일박 할 수 있게 해주는데, 3일 동안만을 산에서 지낼 수 있게 해준다. 그리고, 특별 디아모네테리온은 방문객이 오직 한 수도원이나 한 스케테만을 방문할 수 있게 해주지만, 그가 수사들의 허가를 받으면 여러 날을 머물 수 있게 해준다. 일반 디아모네테리온은 테살로니키에 있는 순례자 사무국으로 신청 가능하다. 그것은 한 번 승인받으면, 출발일에 출발 항구에서 발급될 것이다. 한 번 승인 받은 순례자는 (한 수도원 당 일박인) 숙소를 예약하기 위해서 그가 머물고자 하는 수도원에 연락할 수 있다. 페리호는 왕복으로 예약이 필요하다.
일반 비자의 기간은 카리에스에 있는 본 사무소에 개별적으로 신청하면 며칠 더 연장 될 수 있다.
대부분의 방문객들은 산에 있는 유일한 포장로인 카리에스로 가는 도로를 지나고 아니면, 또 다른 작은 선박을 이용하여 해안선을 따라 또 다른 수도원들을 경유하여 다프니의 작은 항구에 도착한다. 다프니와 카리에스를 오가는 공용 버스가 있고, 수사들이 운전하는 비싼 택시들도 다프니와 카리에스에서 이용 가능하다. 대부분의 도로들이 비포장이므로 그들은 전륜구동 차량을 사용한다. 이 산의 서쪽 편에 있는 수도원들로 가는 방문객들은 페리호에 머물다가 그들이 방문하고자 하는 수도원에서 내린다.

### 여성의 입장 금지
독신 생활을 하도록 선택된 사람들이 그러한 생활을 더 수월하게 영위하도록 하기 위해서, 그리스어로 아바톤(Άβατον)이라고 불리는 여성은 입산 즉, 입장이 금지된다. 수사들은 여성의 참여가 공동체의 사회 동력을 변질시킨다 믿는다. 그렇기 때문에 여성의 참여는 수사들의 영적인 깨달음으로 가는 길을 느리게 한다고 생각한다.
하지만 역사에서 아토스 산은 피난처였고 여자와 소녀들도 받아들였다. 1770년 올로브의 반란이 실패한 여파로 1821년 그리스 독립 전쟁 동안에 그러했고, 제2차 세계 대전 동안에 유대인 가족들에게도 그러했다.
14세기에, 차르 스테판 우로시 4세 두샨이 그의 아내인 불가리아의 헬레나를 프라하로부터 보호하기 위해 아토스 산으로 보냈다. 그러나, 그녀는 줄곧 가마를 타고 있었으므로, 전체 방문 기간 동안 단 한 번도 땅을 밟지 않았다.
1920년대에 프랑스의 작가 마리즈 슈아지가 선원 분장을 하고 아토스 산에 입장했었는데, 후일에 그녀는 왜 무와 쉐 레 옴스("남자들과 보낸 한 달")에 자신의 일탈 행위를 서술했다.
1930년대에 미스 유럽 칭호를 차지한 그리스 최초의 미인대회 참가자 알리키 디플라라쿠에 관한 사건이 있었다. 그녀는 남장을 하고 아토스 산으로 잠입하면서 세계를 경악케 했다. 그녀의 무모한 장난은 1953년 7월 13일에 논의되어 타임지에 "죄의 절정"이라는 제목으로 실렸다.
1953년, 미국 오하이오주 애선스에서 온 풀브라이트 프로그램의 교사 콜라 밀러가 다른 두 명의 여성들과 함께 잠시 머물렀는데, 이 일은 그 지역 수사들 사이에 논쟁을 불러일으켰다.
유럽 의회의 2003년 결의안은 "보편적으로 인정하는 성 평등의 원칙"을 위반하는 금지령의 해제를 요구했다.
2008년 5월 26일에는 다섯 명의 몰도바인이 터키를 거쳐 불법적으로 그리스로 들어갔다. 그리고는 아토스 산까지 들어갔다. 그 다섯 명의 이주자들은 모두 여성이었다. 수사들은 불법 침입한 그녀들을 용서했으며 금지된 지역이라고 알려 주었다.

### 유럽 연합에서의 지위
EU 가입국의 지역으로서, 아토스 산은 유럽 연합의 지역이며, 이 지역의 대부분이 EU 법에 종속된다. 외부는 EU의 부가가치세 지역인데 반해, 아토스 산은 솅겐 지역의 부분이다. 솅겐 조약의 그리스의 가입 조건과 연관된 선언문에서는 아토스 산의 "특별 지위"는 솅겐 규칙의 적용으로 설명하여야 한다고 기술되어 있다. 수사들은 EU가 되어온 여성의 입장의 오랜 금지령을 깨뜨릴 수 있을까 염려되어 그리스가 솅겐 지역에 가입하는 것을 강력히 반대한다. 유럽 의회의 의원들 중 다수의 여성들이 아토스 산이 여성에게 개방될 것을 요구해 오고 있는데도 불구하고, 금지령이 지속되고 있으며 이 반도로 입장하기 위해서는 특별 허가를 필요로 한다.

## 아기온 오로스에서의 문화와 삶

### 예술과 문학의 보물

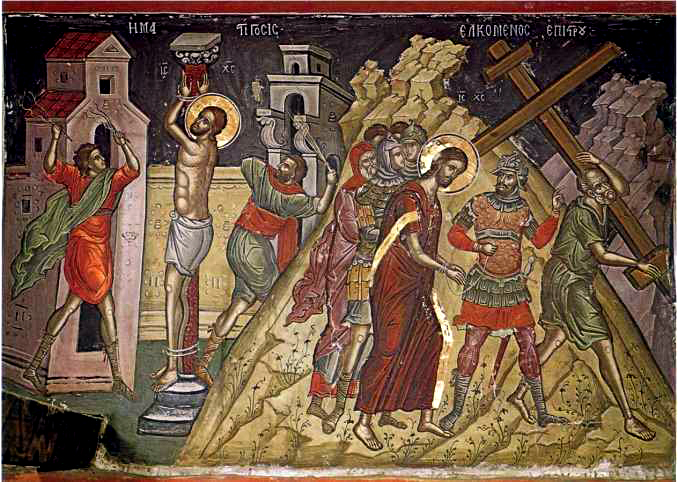
스타브로니키타 수도원에 있는 크레타 섬의 테오파네스가 그린 골고타의 예수.

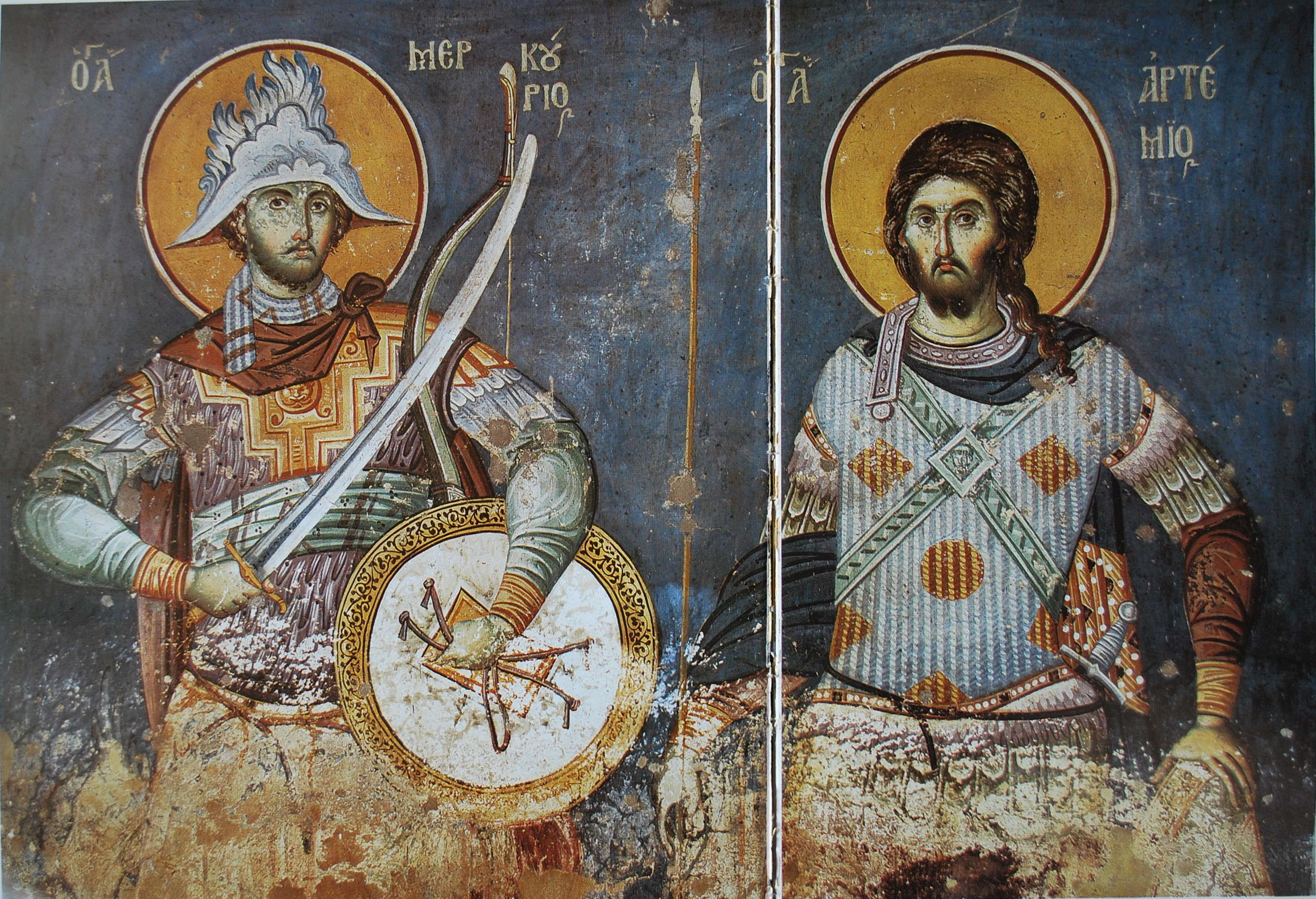
성 메르쿠리오스와 안티오키아의 성 마르테미오스가 그려진 프레스코화

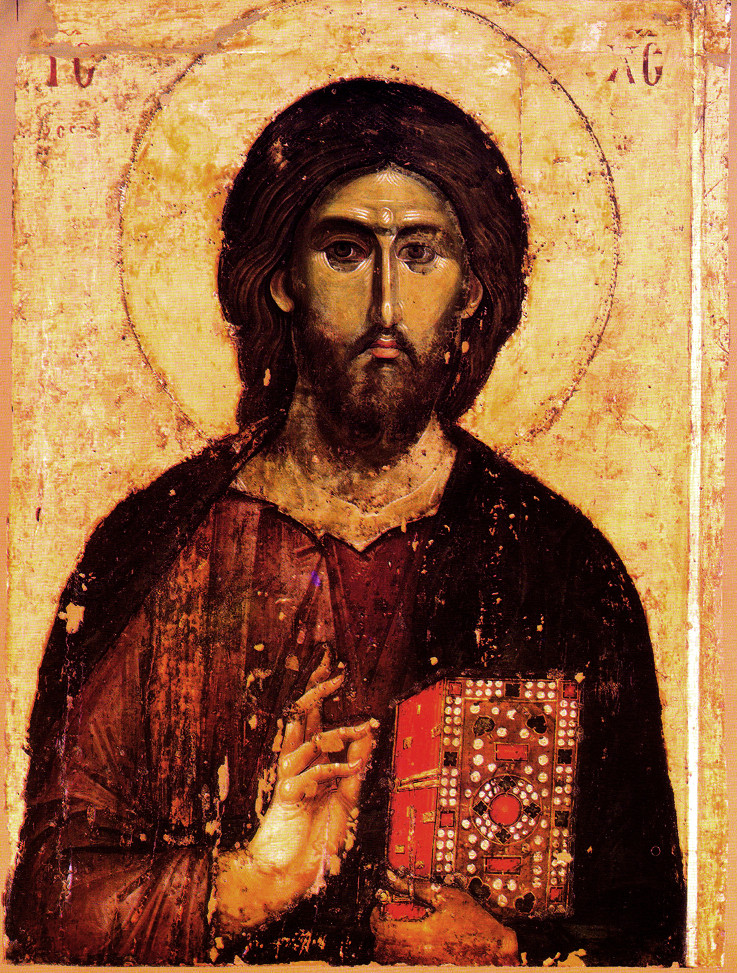
힐란다르 수도원에 있는 예수 이콘

아토니아의 수도원들은 중세의 귀중한 예술적인 보물들인 성화상, 전례복, 성물(십자고상, 성작), 코덱스들과 기독교의 다른 문헌들, 금인칙서들, 성해 등을 포함한 수많은 유산을 보유하고 있다. 몇 년 전까지만 해도 어떠한 조직적인 연구나 옮겨서 보관하려는 시도가 없었지만, 1980년대부터 EU는 기금을 운용하여 그것들을 분류하고 보호하며 복원하는 활동이 진행 중이다. 순전히 그들의 수만으로도 그만큼 그 작업이 완료되는데 수십년이 걸릴 것으로 예상된다.
아토스 산에 있는 고대의 귀중한 대부분의 코덱스들은 아투스 라브렌시스 코덱스와 아투스 디오니시우 코덱스이다.

### 언어
그리스인의 모든 수도원들에서는 일반적으로 그리스어가 사용되지만, 몇 수도원들에서는 다른 언어가 사용된다.:아기우 판텔레이몬과 보고로디차 스키티에서는 러시아어(2006년도에 50명의 수사들), 헬란다리우 수도원에서는 세르비아어(46명), 조그라푸 수도원에서는 불가리아어(15명), 그리고 티미우 프로드로무 수도원과 락코스키티에서는 루마니아어(64명)가 각각 사용된다. 오늘날, 많은 그리스인 수사들은 다른 언어로도 말한다. 아토스 산에 다른 국가들에서 온 수사들이 있는 이래로, 그들은 자연적으로 모국어로도 말한다.

### 적용 시간
아토스 산에서 지금은 그레고리력과 13일 차이가 나는 율리우스력이 여전히 사용되고 있다. 1923년에, 종교와 세속의 날짜 차이를 없애자는 의미에서, 콘스탄티노폴리스 시노드 이후에 일부 정교회는 그해 달력에서 13일을 누락시켜 2800년까지 그레고리력과 같아질 개정 율리우스력을 채택했다. 그러나, 달의 주기에 기반을 둔 부활절의 날짜 계산은 여전히 율리우스력에 따라 계산되어, 동방정교회 세계는 같은 날에 부활절을 기념하게 됐다. 수도원 주의 영적인 수장의 세계 총대주교청은 개정된 달력을 사용한다.
또한, 시간도 세속의 시간과 동일하지 않다. 전례력의 하루는 구약성경의 관례에 준거하여 일몰 때에 시작하므로, 아토니테 시간과 보통 시간의 차이는 고정 편차가 아니다. 수도원들에 있는 몇몇의 시계들은 이 산에서 적용되는 비잔티움식 시간에 익숙하지 않은 순례자들을 위하여 한 쌍의 시계들 중 하나는 세속의 시간으로 맞춰져 있다. 계절마다 일몰의 시간이 다르므로, 비잔티움식 시간을 보여주는 시계들은 지속적으로 재조정되어야 한다. 현재 일주일에 한 번, 일반적으로 토요일에 재조정이 실시되고 있다.

### 수도 생활: 수도원들, 스케테들, 수도실들
앞서서의 설명과 같이, 오늘날에 아토스 산의 20 수도원들은 성산의 헌법적인 차트가 통합된, 영적이며 행정적인 목적들이 모두 우세한 성 시설들이다. 아토스 산의 역사가 시작된 이래, 수사들은 다른 크기와 건축 품질의 임시 숙소에 거주했었다. 이러한 모든 수도 숙소 방식들은 좌석(καθίσματα), 수도실(κελλιά), 오두막(καλύβες), 피정처(ησυχαστήρια),은수처(ερημιτήρια), 동굴(σπήλαια), 스케테(σκήτες)의 이름으로 오늘날까지 존재하며, 일반적인 용어로 성산의 수도원들의 "속처들"이라고 일라져 있다.

#### 수도원들
얼마간의 정보들은 이미 "행정과 조직" 부분의 우위에 있다. 손님 숙소(αρχονταρίκι)에 투숙하는 수도원의 순례자/방문객은 일정에 따라 수도 생활을 경험 할 수 있다.: (교회에서 또는 홀로 바치는) 기도, 공동 식사, (수사 각각의 직책에 따른) 업무 그리고 휴식. 특정 행사 기간 동안에는 일반적으로 긴 시간의 철야 기도회가 개최되며 모든 일일 프로그램은 철저하게 재조정된다. 수도원의 출입문들은 일몰시에 닫히고 일출시에 열린다.

#### 수도실들
수도실은 작은 교회가 있는 한 채의 집으로, 1 ~ 3 명의 수사들이 수도원의 영적이며 행정적인 감동 하에서 생활하고 있다. 수도실들에서의 생활은 수도원에서의 생활과는 전적으로 다르다. 몇 수도실들은 정돈된 농가와 유사하고, 다른 곳들은 가난한 오두막들이며, 다른 곳들은 지난 세기의 비잔티움 전통이나 러시아 건축의 상류풍을 지닌다. 각각의 수도실들은 벌이를 위해 어느 정도의 활동을 조직해야 한다. 전통적인 직업들(농업, 어업, 목조업, 증류주업, 도해업, 의류생산업, 제본업 등) 외에도, 새로운 직업들을 갖는데, 예를 들면, 택시 운전, 배달, 자동차 정비, 컴퓨터 서비스 등이 있다. 수도실에서 살며 매일의 가사 업무를 돌보는 수사(들)은 직접 그들의 일정들을 계획한다. 순례자/방문객들에게는 수도원 생활의 이러한 측면 역시 가치있는 체험이 되지만, 대부분의 수도실들은 접객을 위한 수용 인원이 제한되어 있거나 아예 없다.

#### 스케테들

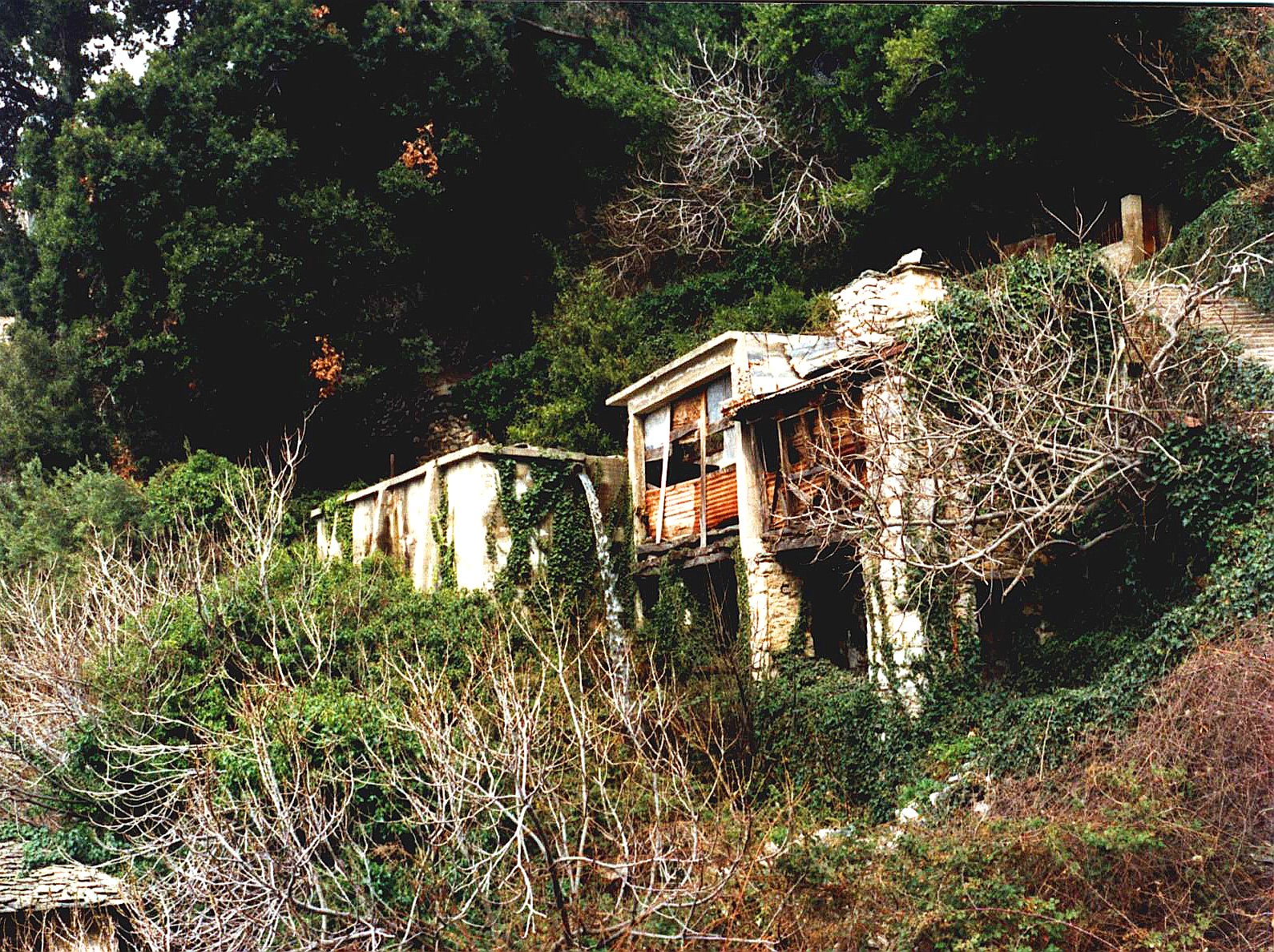
어느 버려진 스케테

아토스 산에서 수도 생활이 시작되고 부터, 이웃하는 수도실들의 작은 공동체들이 발달했고, 그들 중에서는 "수도 정착지"를 뜻하는 "스케테"(σκήτη)라는 또는 수도 모임이라는 뜻의 "라브라"(λαύρα)라는 용어를 사용하고 있었다. "스케테"라는 용어는 아랍어에 기원을 두고 있는데, 원래의 어형은 이집트의 사막에 있는 한 곳의 장소명이다. 수도원주의는 이집트 사막에서 첫걸음을 내디뎠다. "이집트 수사들의 역사"(Historia Monachorum in Aegypto)의 알려지지 않은 작가는 아마도 4세기 말에 그 지역을 방문한 플라비우스 루피누스일 것이다. 그는 우리에게 이렇게 말한다. "그때에 우리는 알렉산드리아에서 약 40 마일을 지나 이집트의 수도원들 중에서 가장 알려진 니트리아에 왔다. 이 이름은 니트레가 사용된 한 인접 마을의 이름에서 유래한다. ... 이 곳에는 약 50 채 또는 그다지 적지 않은 주택들이 인근이 모여있고 한 아버지 아래에 있다. 그들 중에 많은 사람들이 함께 모여 사는데, 다른 소수의 몇 사람들은 혼자 사는 형제들이다. 그들의 주거지는 나뉘어 있지만, 그들은 모두 신앙과 사랑인 나뉠 수 없는 영내에 함께 있다." 이러함이 오늘날까지 공존하고 있는 수도원 주의의 모든 3가지 방식들 즉, 집단(communal) 방식의, 긴밀한(hermetic) 방식과 공동생활(coenobitic) 방식 사이의 "스케테" 의 주요 개념이다.
1680년에 전임 총대주교 디오니시오스 3세 바르달리스가 이 성산의 성 안네 스케테에다 이 지역의 모든 수사들을 수용할 수 있는 커다란 중앙 교회를 건축고, 1689년에 수사들에 의해 내부 규제 문건이 제정되어, 마게스티 라브라 수도원에 의해 1차 비준되었고, 총대주교 디오니시오스 5세 하리토니디스에 의해 최종 비준 되었으며, 그리고 나중에 수도원의 발전에 기여한 킬리오스 5세에 의해 재차 비준되었다. 그 이래로, 더 많은 스케테들이 같은 방식을 따랐고 점차적으로 (성산 속에 있는) "스케테"라는 용어는 총대주교에 의해 비준된 내부 규정을 갖는 수도 정착지만을 일컫는데 사용되었다.
그 후에, 몇 수도실들이 많은 수사들을 끌어 당기게 했으며, 수도원들의 코에노비테 방식으로 건물들을 확장했고 기능하기 시작했다. 아토스 산에 있는 수도원들의 수가 20 곳으로 제한된 이래로, 새로운 용어가 도입되었다.: 수도원의 공동 수도 방식인 "코에노비테 또는 케노비테식 스케테"(κοινόβιος σκήτη), ". 반면에, 독거 수도 방식으로 차이점을 강조하기 위해 "이디올리틈식 스케테"(ιδιόρρυθμος σκήτη)라는 이름을 사용하는 전통적인 양식의 스케테.
첫 번째 방식은 건축 양식과 생활방식의 모든 면에서 다함께 모여 살면서 업무를 공유하고 분배하며 매일 공동으로 기도하는 공동체로서의 한 수도원의 전형적인 모범을 따른다. 반대로, (케노비테식 공동체와 은수자의 은수를 중재하는) 이디올리틈식 공동체는 한 작은 촌락과 유사하며 일상 생활은 한 수도실에서와 매우 비슷함이 있다. 그러나, 공동체를 위해서의 몇 가지 의무들 또한 있다. 정착지의 중심지와 가깝게 키리아콘("주일에"라고 번역될 수 있는 Κυριακόν)이라고 불리는 중앙 교회가 있는데, 일요일과 대축일에 그곳에서 성찬전례의 거행을 위해 모든 수사단이 만난다. 보통 거기에는 행정 사무소, 공동 축전의 식당, 묘지, 도서관, 창고들, 숙소도 있다.

## 우표와 우편 엽서의 역사

### 러시아의 우체국과 수표들
19세기 말에 러시아의 한 우체국이 카리아이에 설립되었다. 이 우체국은 러시아의 리밴트 우표들을 판매하고 있었고, 1910년부터, 오스만 제국의 러시아 우체국(Р.Ο.П.и.Т.)의 특별 우표들에 "몬트 아토스"와 오스만 제국의 화폐값을 덧인쇄하였다.

### 제1차 세계 대전 동맹국 우편 우표 발행의 숙고
1915년 ~ 1916년의 겨울에 동맹군들이 성산의 점령을 고려했다. 그렇게 예정되어 그들은 수도원 공동체의 행정청에서 사용하려고 1916년 2월 25일에 발행 예정인 한 판의 우표들을 준비했다.
이 우표들은 항공모함 HMS 아크 로얄 12 장(3 열 4 줄)의 판들로 생산되었다. 1 실링씩의 수익금을 올릴, 모두 검은색으로 인쇄 되었지만 용지의 종류는 다양한 여섯 값들의 우표들을 생산했다.
이 우표들의 도안은 MOUNT ATHOS라는 아토스 산의 이름이 하단에는 영어로, 좌측에는 러시아어로 우측에는 그리스어로 그리고 상단에는 신정국가라는 뜻의 THEOCRACY가 인쇄된 한 개의 사각형 태두리가 구성되어 있다. 그리고 액면가는 영어로 하단 모서리에 그리스어로 좌상단에 그리고 러시아어로 우상단에, 이렇게 각각의 모서리들에 표기되어 있다. 안쪽 부분에는 가슴 부분에 성모 마리아와 아기 예수가 그려진 비잔티움의 쌍두 수리가 나타나 있다.
이 우표들은 어떠한 공식적인 지위도 갖지 못했으며, 사용 준비 범주로 분류되기만 하고 발행되지 않았다.

### 그리스의 1916년의 덧인쇄
1916년에 정치적인 이유들로 그리스의 정부는 그리스어로 "캠페인 1912"라는 문구와 (1913년 발행의) 우편 요금을 우표 뿐만 아니라, 우편 엽서에는 "Ι. Κοινότης Αγ. Όρους"(신성한 산의 성 공동체)라는 문구도 덧인쇄하였다. 이 결정은 우표들이 발행되기 전에 회수되었다.

### 2008년 아토스 산 우표의 발행
2008년에 그리스 우체국은 아토스 산의 (카리아이와 다프니의) 두 우체국들에서만 우편용으로 사용할 수 있는 우편료 지불용 우표들을 발행하기 시작했다. 다섯 우표들의 첫 번째 판은 2008년 5월 16일에 발행되었다. 공표된 계획에 따라, 다섯 우표들의 두 번째 판은 2008년 6월 13일에 발행되었다.

### 아토스 산의 친구들
아토스 산의 친구들(The Friends of Mount Athos)은 아토스 산의 수도원들에 대한 공동의 관심사를 공유하는 사람들에 의해 1990년에 형성된 협회이다. 관구장 주교인 디오클레이아의 칼리토스라는 티모시 와레가 이 협회의 회장이며 의장이다. 회원들 중에는 에든버러 공작 필립과 영국 왕위의 왕세자 웨일스 공 찰스도 있다.
공식 웹 사이트에 개제되어 있는 이 협회의 목적은 공식적으로 "아토스 산의 정교회 수도원들의 역사, 문화, 예술, 건축, 박물학, 문학의 연구와 지식의 교육의 진보, 그리고, 아토스 산의 성 공동체와 수도원들의 종교적이고 다른 자선 활동의 옹호"라고 기술 되어 있다. 그러한 목적들을 지키는데 있어서, 이 협회는 "상기의 목적 안에서 아토스 산에서의 교육적이거나 종교적인 의미의 건물들 또는 예술 작품들과 서적들의 복구 또는 보수를 위한 기부금들과 다른 지불금들을 승인할 수 있는" 권한을 부여받았다. 그 목적을 달성하기 위해서, 이 협회는 아토스 산이라는 주제로 봉헌하는 간행물들을 발간하고, 강연회들을 개최하며, 학회들과 전시회들을 조직한다.
이 협회의 간행물들 중에서 연회보(아토스 산의 친구들의 연간 보고)에는 아토스 산과 관련된 서적의 평론과 다른 특색들의 조명 등이 게재되어 있다. 그것은 해마다 회원들의 안내 책자로, 뿐만 아니라 아토스산의 순례자의 안내서라는 제목으로도 출판된다.

## 같이 보기
- 메테오라
- 오키노섬
- 동로마 제국
- 동방 정교회
- 정수 (기독교)
- 노비 아폰